# Марш, Хенри
Хенри Динвуди Марш (англ. Henry Dinwoodey Marsh; род. 15 марта 1954, Бостон) — американский легкоатлет, специалист по стипльчезу. Выступал за сборную США по лёгкой атлетике в 1976—1988 годах, чемпион Панамериканских игр, обладатель серебряной медали Игр доброй воли, многократный победитель и призёр первенств национального значения, бывший рекордсмен страны, участник трёх летних Олимпийских игр. Также известен как предприниматель, сооснователь компании MonaVie.

## Биография
Хенри Марш родился 15 марта 1954 года в Бостоне, штат Массачусетс.
Будучи по вероисповеданию мормоном, учился в Университете Бригама Янга. Состоял в местной легкоатлетической команде BYU Cougars, неоднократно принимал участие в различных студенческих соревнованиях, в частности становился серебряным и бронзовым призёром чемпионатов Национальной ассоциации студенческого спорта (NCAA).
Впервые заявил о себе в стипльчезе на международном уровне в сезоне 1976 года, когда после успешного выступления на национальном олимпийском отборочном турнире в Юджине вошёл в основной состав американской сборной и удостоился права защищать честь страны на летних Олимпийских играх в Монреале. На Играх с результатом 8:23.99 закрыл десятку сильнейших.
В 1978 году впервые одержал победу на чемпионате США в беге на 3000 метров с препятствиями.
В 1979 году защитил звание национального чемпиона, победил на VII летней Спартакиаде народов СССР в Москве и на Панамериканских играх в Сан-Хуане, финишировал четвёртым на Кубке мира в Монреале.
В 1980 году стал серебряным призёром чемпионата США и с рекордом страны 8:15.68 выиграл национальный олимпийский отбор. Рассматривался в качестве фаворита на предстоящих Олимпийских играх в Москве, однако Соединённые Штаты вместе с несколькими другими западными странами бойкотировали эти соревнования по политическим причинам. Впоследствии Марш оказался в числе 461 спортсмена, кого за пропуск этих Игр наградили Золотой медалью Конгресса США.
В 1981 году Хенри Марш вернул себе титул чемпиона США в стипльчезе и затем удерживал его в течение нескольких лет, оставаясь безоговорочным лидером в своей дисциплине. Кроме того, в этом сезоне он отметился выступлением на Кубке мира в Риме — пересёк финишную черту первым, но был дисквалифицирован за техническую ошибку во время преодоления предпоследнего барьера с водным препятствием.
Бежал 3000 метров с препятствиями на впервые проводившемся в 1983 году чемпионате мира по лёгкой атлетике в Хельсинки, став в финале восьмым. Находился среди участников Панамериканских игр в Каракасе, однако на старт здесь не вышел.
На домашних Олимпийских играх 1984 года в Лос-Анджелесе в финале показал результат 8:14.25, расположившись в итоговом протоколе соревнований на четвёртой строке.
В августе 1985 года на соревнованиях в немецком Кобленце установил свой личный рекорд в стипльчезе — 8:09.17. Позже превзошёл всех соперников в матчевой встрече со сборной СССР в Токио. На Кубке мира в Канберре финишировал вторым и тем самым помог соотечественникам выиграть мужской командный зачёт.
В 1986 году среди прочего завоевал серебряную награду на Играх доброй воли в Москве, взял бронзу на Финале Гран-при IAAF в Риме.
В 1987 году получил серебро на Панамериканских играх в Индианаполисе, занял шестое место на чемпионате мира в Риме.
Став вторым на национальном олимпийском отборе, в 1988 году вновь вошёл в состав олимпийской сборной и выступил на Олимпийских играх в Сеуле — на сей раз в финале показал время 8:14.39, став шестым. По окончании этой Олимпиады завершил спортивную карьеру.
В 2005 году вместе с несколькими партнёрами основал компанию MonaVie, занимавшуюся производством ягодных и фруктовых продуктов питания. Работал здесь в течение десяти лет вплоть до закрытия в 2015 году, занимал должности вице-президента и вице-председателя совета директоров. Компания распространяла продукцию через дистрибьюторов по принципу сетевого маркетинга и, по мнению экспертов Forbes, имела признаки пирамиды.
По сообщению газеты Sacramento Bee, в 2008 году Марш выступил главным спонсором (сделал два пожертвования в сумме на 90 тыс. долларов) продвижения конституционной поправки «Предложение 8», которая определяла брак как союз между мужчиной и женщиной на территории штата Калифорния.